# Nils Turesson Bielke

Porträt von Nils Turesson Bielke (1614)

Nils Turesson Bielke (* 5. November 1569 auf Schloss Hörningsholm, Schweden; † 17. Dezember 1639 auf Schloss Salsta, Schweden) war ein schwedischer Staatsmann aus der adligen Familie Bielke, Mitglied des Reichsrats.

## Karriere
Nils Turesson Bielke, Sohn von Ture Pedersson Bielke, studierte in Rostock und später in Siena. Er war ein glühender Anhänger des Herzogs Karl, der ihn 1602 zum Kansliråd, stellvertretender Direktor des Reiches ernannte. 1605 wurde er Gouverneur von Reval und der Provinz, 1606 Mitglied des Reichsrats und im Jahre 1608 Richter. Darüber hinaus wurden er und sein Bruder in den Rang eines Barons erhoben.

## Vertrag von Knäred
Er war schwedischer Delegierter bei den Verhandlungen vor dem Frieden von Knäred 1613 nach dem Kalmarkrieg.

## Richter
Im Jahr 1614 wurde er Assessor des Svea hovrätt in Stockholm und im Jahr 1623 erster Präsident des Appellationsgerichts in Turku und Gouverneur von Finnland.

## Persönliches Leben
Nils Turesson Bielke heiratete 1605 Ingeborg Oxenstierna (1581–1661) und hatte mit ihr acht Kinder:
1. Ture Bielke (1606–1648)
2. Sigrid Bielke (1607–1634) heiratete den Grafen Åke Henriksson Tottiga (1598–1640)
3. Christina Bielke (1609–1609)
4. Carin Bielke (1612–1694) heiratete im Jahre 1641 Axel Gustafsson Banér (1594–1642)
5. Gustaf Bielke (1618–1661)
6. Svante Bileke (1620–1645)
7. Brita Bielke († 1669) in Stockholm heiratete Freiherr Gustaf Persson Banér (1618–1689)
8. Sten Bielke (1624–1684)